# هداية السلطان
هدايه سلطان السالم (1936 - 20 مارس 2001). صحفية وكاتبة كويتية، كانت مالكة لواحدة من أوائل المجلات السياسة (المجالس) في مدينة الكويت، ومحررة فيها أيضا، وهي أول امرأة كويتية تعمل كرئيسة تحرير لأحد المطبوعات. كانت تتبع النهج النسوي والعلماني، قامت بشن حملات مناهضة للفساد، وحملات مؤازرة لحقوق المرأة والاقتراع في الكويت. وهي أول صحفية تقتل في الكويت منذ أن بدأت لجنة حماية الصحفيين بتسجيل أي اعتداء على الصحفيين في عام 1992. وتعتبر من المقربات من الأسرة الحاكمة في الكويت ”آل الصباح“، فهي ابنة سلطان السالم، الأخ الأكبر للشيخ فهد السالم الصباح من أمه.

## حياتها الشخصية
ولدت السلطان في منطقة الشويخ، بدولة الكويت، التحقت في طفولتها بمدرسة الفتيات القرآنية الخاصة للمطوعة سليمة ثم انتقلت لمدرسة المطوعة مريم العسكر حتى عام 1946، وصل تعليمها إلى نهايته عندما تزوجت وهي بعمر الخامسة عشرة، بحلول وقت وفاتها كانت ارملة وأم لأربعة من الأبناء منهم ابنه واحدة.

## حياتها العملية
هداية سلطان السالم كانت صحفية وكاتبة، محررة وناشرة لمدة 40 عاماً. بيد أنها بدأت مسيرتها كمدرسة. وأُعتُبرت السيدة السادسة التي تصبح معلمة في الكويت. خلال عملها كمعلمة بدأت بكتابة مقالات للصحف المصرية واللبنانية. في عام 1961، أصبحت هداية صحفية في الكويت. في عام 1964، أصبحت عضو مؤسس في الجامعة الأدبية الكويتية، قامت الإعلامية السالم بنشر خمس كتب غير روائية أثناء عملها كصحفية. اثنين من هذه الكتب كانا «المقاصد في نوازع العرب وسجاياهم» في عام 1965 و «نساء في القرآن الكريم». في عام 1970، اشترت السالم مجلة أسبوعية تسمى «المجالس» وأصبحت رئيسة تحريرها وأحد الناشرين بها، وهي أيضا المالكة لمجلة «العربي الرياضي». في عام 1972، أصبحت جزءاً من الموجة الثانية من الكاتبات الكويتيات عندما نشرت قصتها القصيرة «خريف بلا مطر». كما قامت بنشر نشرة إخبارية أطفال ونساء الكويت أثناء الإحتلال العراقى للكويت في عام 1990.

## وفاتها
هداية سلطان السالم كانت تدرك أن شخصا ما يسعى خلفها. في العدد الاخير من مجلة المجالس صرحت بأن الشرطة لم تحرك ساكنا تجاه شكواها بقيام موظفيها باختلاس أموال من المجلة وتخريب معدات الطباعة. وقد اعتبر تصريحها هذا رسالة عامة إلى الشيخ جابر الأحمد الصباح. أصيبت بطلق ناري أودى بحياتها في مدينة الكويت في العشرين من شهر مارس عام 2001 بينما كانت تقود سيارتها إلى مؤتمر المرأة والثقافة الذي تستضيفه جمعية المرأة الكويتية. وكان المؤتمر قد عقد بهدف إعلان الكويت «عاصمة للثقافة العربية» لتلك السنة. وفي الطريق، توقفت سالم في إشارة مرور في الوقت الذي ترجل فيه المقدم خالد نقا العازمي من سيارته ذات الدفع الرباعى وأفرغ ست رصاصات في رأس السالم من مسدسه المرخص من قبل الحكومة بينما كانت هي في سيارتها الرولزرويس.
المقدم خالد كان ضابط شرطة رفيع المستوى وكان يرتدى الزي الكويتي التقليدي وقت إطلاق النار. هداية السلطان توفيت في المستشفى بعد نقلها بلحظات.

## التحقيقات
بشكل مبدئي تم استدعاء أربعة أشخاص للتحقيق معهم في مقتل هداية. تم استعراض العديد من دوافع الجريمة. في بداية التحقيق، اعتقد الكل أن جريمة القتل كانت ذات دوافع سياسية، فقد كانت هداية قد كتبت مقالا عن أموال قد تم اختلاسها، ومكتب لصحيفة الخليج الإماراتية لا يستخدم على النحو الواجب. وكان محاميها يعتقد أنه من السابق لأوانه الاعتقاد بأن مقتل هداية يرجع لأسباب سياسية، دافع اخر يشمل المشاكل المالية والنزاعات مع موظفيها كان قد ظهر على الساحة، ولكن التحقيق أدى إلى اكتشاف الدافع الفعلي لارتكاب الجريمة. فقبل عام من مقتل السالم كانت قد نشرت مقالا اساءت فيه لقبيلة خالد وهي قبيلة العوازم، في المقالة نشرت السالم رأيها عن الراقصات النساء في القبيلة، هؤلاء النساء الراقصات كانت أسرة السالم قد استأجرتهن. ووصف المقال النساء الراقصات بأنهن يؤدين رقصة كويتية بإغراء وإيحاء جنسي، العديد من افراد القبيلة اعتبروا الأمر إهانه.
في البداية، المقدم ادعى البراءة ولكنه اعترف في وقت لاحق بأنه اتقد غضبا من انتقاد عشيرته في مجلتها. وفي وقت لاحق، المقدم انكر اعترافاته وادعى بأن الشرطة أجبرته على الاعتراف. في فبراير 2002 تمت إدانة المقدم خالد نقا العازمي في محكمة الجنايات بقتل هداية سلطان السالم وحكم عليه بالإعدام شنقا، وتم تأييد الحكم في محكمة الإستئناف. ولكن في وقت لاحق تم تخفيف الحكم إلى الحبس المؤبد من قبل محكمة التمييز الكويتية.

## السياق المجتمعي
على الرغم من أن الدستور الكويتي قد كفل حق المساواة للمرأة في عام 1961، إلا أن النساء لم تمنح حقوقا حتى عام 1999، والذي واجه معارضة من قبل التحالف الأصولي-القبلي المعارض.
كانت هداية سلطان السالم مناضلة من أجل حقوق المرأة والاقتراع في الكويت، وكذلك قائدة في مجال النشر. وقد اتفق مجموعة من النساء العاملات في مجال الإعلام اللواتي شملهن استطلاع أجراه معهد يتخذ من بيروت مقراً له وهو متخصص في دراسات المرأة في العالم العربي أن القرارات التحريرية الهامة في جميع وسائل الإعلام كانت تؤخذ دائما من قبل الرجال. في حين أن النساء يشغلن أكثر المناصب في برامج التدريب في مجال الصحافة، على الرغم من أنهم يشغلون نفس المنصب الوظيفي.
وقد لعبت أيضا دورا في ظهور المرأة على الساحة الأدبية في الكويت في عصر كان فيه نشر مجلة يعد تطورا جديدا.

## تأثيرها
في حين كانت هداية سلطان السالم أول صحفية تقتل في الكويت، كانت أيضا واحدة من 51 صحفيا قتلوا أثناء ادائهم لعملهم في عام 2001. هذا وقد ارتفع معدل المختصين في مجال الاعلام الذين تعرضوا لحوادث اعتداء وقتل خلال عام 2001.

## ردود الفعل
مقالات هداية سلطان السالم كانت في المقام الأول تدور حول الفساد في الكويت. وقد ذكرت وكالة الأنباء الكويتية أن ثمانين بالمئة من مقالاتها الأخيرة والتي كتبتها قبل أن مقتلها كانت تدور حول الفساد.
وقد حظر التحالف لأصولي-القبلي نشر الكتب المؤلفة من قبل اثنين من زملائها وهما عليا شعيب وليلى العثمان.
عائلة الصحافية قد قدًرت الحكم الصادر من المحكمة. وصرَّح ابنها العثمان لوكالة أسوشيتيد برسبأن «هذه الجريمة غريبة عن مدينتنا. في الكويت، ليس هناك مجال لشريعة الغاب».